# Karl Liebknecht
Karl Paul August Friedrich Liebknecht (ur. 13 sierpnia 1871 w Lipsku, zm. 15 stycznia 1919 w Berlinie) – niemiecki polityk marksistowski, socjaldemokratyczny, komunistyczny i adwokat. Brat Theodora Liebknechta, syn Wilhelma Liebknechta. Współzałożyciel (1907) i do 1910 przewodniczący Socjalistycznej Międzynarodówki Młodzieży w Stuttgarcie. Czołowy działacz SPD, później założyciel Związku Spartakusa oraz KPD. Zabity przez nacjonalistów podczas powstania spartakusa. 
Znany z działalności antymilitarystycznej - był jedynym deputowanym Reichstagu głosującym przeciwko kredytom wojennym. 

## Życiorys
Studiował prawo i ekonomię polityczną w Lipsku i Berlinie (gdzie zdobył tytuł doktora). Miał możliwość studiowania dzięki pomocy finansowej od partii. W tym okresie został marksistą. Zajmował się przemytem materiałów komunistycznych do Rosji. Był jednym z przywódców założonej w 1889 II Międzynarodówki, współzałożycielem i do 1910 przewodniczącym Socjalistycznej Międzynarodówki Młodzieży w Stuttgarcie. Działacz SPD, sprzeciwiał się udziałowi Niemiec w I wojnie światowej i jako jedyny deputowany do Reichstagu głosował przeciwko kredytom wojennym, jednak z czasem uznał, że konflikt ten można przemienić w rewolucję światową. Współzałożyciel Związku Spartakusa w 1914. Od 1916 w więzieniu za współorganizowanie demonstracji lewicowej. 
Liebknecht był jednym z organizatorów rewolucji listopadowej (1918–1919) w Niemczech i jej przywódcą w Berlinie; 9 listopada 1918, przemawiając z balkonu zamku w Berlinie do tłumów zebranych na pl. Zamkowym, proklamował „wolną socjalistyczną Republikę Niemiec” (niem. freie sozialistische Republik Deutschland). W tym samym roku założył KPD i redagował jej organ „Die Rote Fahne”. 
Został zamordowany przez Freikorps wraz z Różą Luksemburg po rozbiciu Powstania Spartakusa w Berlinie w 1919. Pochowany na Cmentarzu Centralnym Friedrichsfelde w Berlinie.

## Odniesienia w kulturze
- Utwór „I Was I Am I Shall Be” niemieckiej grupy muzycznej Heaven Shall Burn, opublikowany na albumie Invictus (Iconoclast III) wydanym w 2010, został zainspirowany osobą Karla Liebknechta (oraz Róży Luksemburg).
- Jego nazwisko nosiło przejściowo miasto Sołedar (1965-1991), a do dziś nosi kilka wsi w Rosji.